# Ringelrobbe
Die Ringelrobbe (Pusa hispida, Syn.: Phoca hispida) ist die am häufigsten in der Arktis vorkommende Robbenart. Neben dem Nordpolarmeer bewohnt diese nahe Verwandte des Seehunds auch die nördlichen Bereiche der Ostsee.

## Merkmale
Der Name Ringelrobbe beruht darauf, dass das Fell mit hellen Ringen versehen ist, die dunkle Flecken auf grauem Grund umranden. Erwachsene Tiere werden durchschnittlich 135 cm lang und 70 kg schwer; die Ringelrobben der Ostsee sind mit über 140 cm Länge und 100 kg Gewicht größer. Männchen sind meist etwas größer als Weibchen. Generell verfügen Ringelrobben über gute Sehkraft sowie ausgezeichnete Gehör- und Geruchssinne.

## Verbreitung

Verbreitungsgebiet

Vier Unterarten bewohnen sehr unterschiedliche Lebensräume, die aber alle in polaren oder subpolaren Regionen liegen. Die Eismeer-Ringelrobbe (P. h. hispida) ist die häufigste Robbe des Nordpolarmeers, wo sie auf dem Treib- und Packeis zu Hause ist; eine besondere Süßwasser-Population sucht immer wieder den Nettilling-See auf der kanadischen Baffin-Insel auf. Die Ostsee-Ringelrobbe (P. h. botnica) lebt in den kalten Bereichen der Ostsee, so an den Küsten Schwedens, Finnlands und Estlands; nur sehr selten verirren sich einzelne Ringelrobben bis an deutsche Ostseeküsten. Daneben gibt es zwei bemerkenswerte Süßwasser-Unterarten: P. h. ladogensis im russischen Ladogasee, und P. h. saimensis im finnischen Saimaa-See.

## Lebensweise

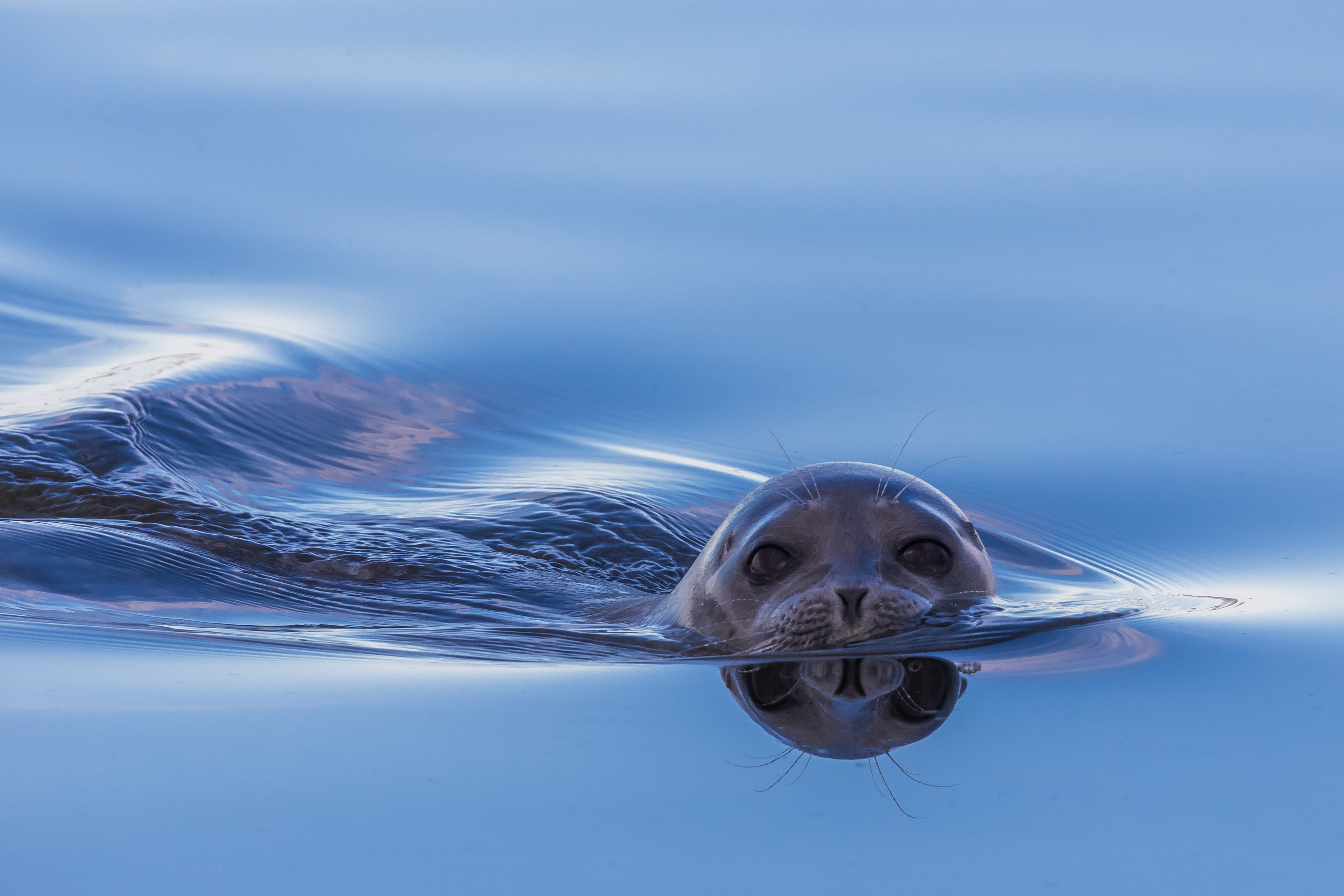
Eismeer-Ringelrobbe in der Laptewsee

Ringelrobben bilden keine Kolonien, sondern leben als Einzelgänger; gelegentlich sieht man sie in losen Gruppen durchs Meer ziehen. An ein ganzjähriges Leben im Eismeer sind sie sehr gut angepasst, da sie mit den Krallen ihrer Vorderflossen Eislöcher selbst dann noch offenhalten können, wenn die umgebende Eisschicht mehr als zwei Meter dick ist. Stets erweitern sie jedoch vorhandene Löcher und schaffen sich keine eigenen.
Die Nahrung besteht aus Krebstieren, kleineren Fischen und Krill. Während Gebär- und Fellwechselzeiten wird deutlich weniger konsumiert. Normalerweise bleiben Ringelrobben zwei bis fünf Minuten unter Wasser, können aber zur Not auch 45 Minuten und bis 90 Meter tief tauchen, ohne Luft holen zu müssen. Dabei kommt ihnen nicht nur ein hoher Anteil roter Blutkörperchen zugute, sondern auch die Fähigkeit, den Blutkreislauf anzupassen und die Herzfrequenz von normalerweise 80 bis 90 Schlägen pro Minute auf 10 bis 20 Schläge zu senken.
Durch Zählung der Dentinjahresringe der Zähne wurde bislang als maximale Lebenserwartung 43 Jahre ermittelt. Die Geschlechtsreife tritt mit fünf bis zehn Jahren ein. Ab zehn Jahren verfügt das Weibchen über volle Fruchtbarkeit. Die Paarungszeit liegt im April. Die Einnistung der befruchteten Eizelle erfolgt erst etwa 80 Tage später, und die anschließende Tragezeit beträgt neun Monate. Das Weibchen bringt jeweils ein Junges zur Welt. Die Geburt erfolgt gewöhnlich Mitte März bis Anfang April (bei den Süßwasser-Unterarten im Mai) auf festem Eis in Geburtshöhlen aus Schnee. Dazu sucht die werdende Mutter natürliche Aushöhlungen und gräbt selbst eine geeignete Höhle in eine Schneewehe über einem Atemloch im Eis. Das nur von der Mutter umsorgte Robbenbaby wird fünf bis acht Wochen gesäugt und lernt sehr bald zu tauchen, da es nur auf diese Weise den ihm nachstellenden Eisbären und Polarfüchsen entkommen kann. Sobald das Eis aufbricht – Ende Juni, Anfang Juli –, überlässt die Mutter ihr Junges sich selbst.

## Parasiten
Die Ringelrobbe ist einer der Wirte für die Seehundlaus Echinophthirius horridus.

## Unterarten

### Eismeer-Ringelrobbe (P. h. hispida)

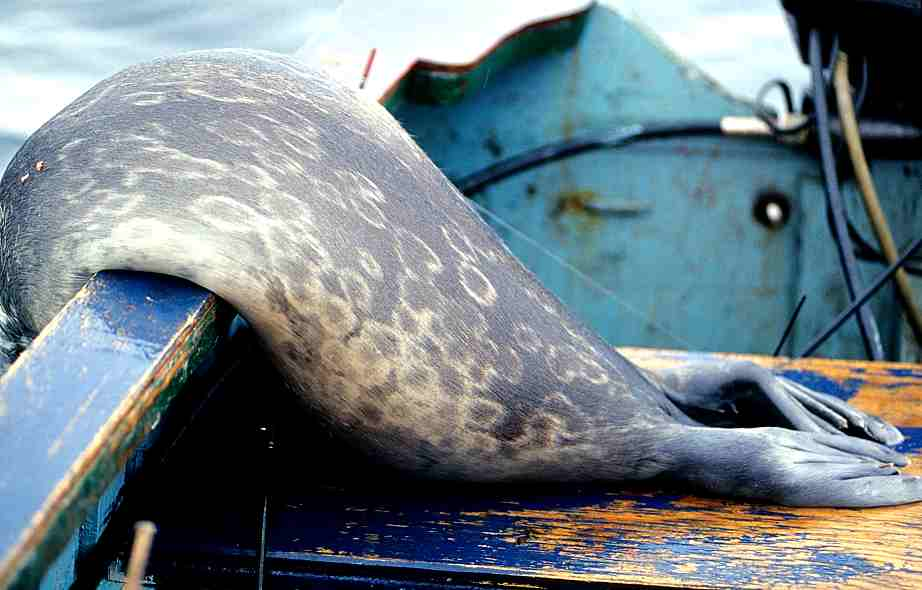
Ringelrobbe, gejagt in der Davis Strait nahe Qikiqtarjuaq

Man schätzt, dass im Nordpolarmeer etwa sieben Millionen dieser Tiere leben – meist in unmittelbarer Nähe offenen Wassers und zwar auf treibendem Packeis, wo ihnen Spalten und Polynyas Fluchtwege und Öffnungen zum Atmen bieten und sie ihren natürlichen Feinden entschlüpfen können.
Zu den Feinden der Ringelrobben zählen Eisbär, Polarfuchs, Walross, Polarwolf, Vielfraß, Haie, verschiedene Möwenarten, Hunde und nicht zuletzt der Mensch. Z. B. werden etwa 26 Prozent der Jungen in ihren Höhlen von Polarfüchsen erlegt. Eisbären, für welche die Ringelrobbe das wichtigste Beutetier darstellt, verzehren durchschnittlich eine Robbe pro Woche; eine Bedrohung der Ringelrobbenbestände geht jedoch auch vom Eisbären nicht aus. Den Eskimos liefern die Ringelrobben als traditionelles Jagdwild Fell, Fleisch und Maktaaq (Speck). Für kommerzielle Jagd sind Ringelrobben dagegen uninteressant, da sie nur einzeln und nicht in Gruppen auftreten.

### Ostsee-Ringelrobbe (P. h. botnica)
Im 19. Jahrhundert lebten einige hunderttausend Ringelrobben im Finnischen und im Bottnischen Meerbusen. Durch Massenabschlachtungen wurden die Bestände an den Rand des Aussterbens gebracht. Auch nachdem man die Ringelrobben unter Schutz gestellt hatte, ging die Population weiter zurück. Als Ursache wurden Gifteinleitungen in die Ostsee ausgemacht, durch die die Robben unfruchtbar wurden. Aktuell schätzt man den Bestand auf 7.000 bis 10.000 Tiere. Das Problem der Gifteinleitungen besteht weiter, vor allem in der Nähe russischer Küsten; an finnischen und schwedischen Küsten zeigen die Bestände erste Zeichen einer Erholung. So kam eine Studie der Universität Helsinki 2025 zu dem Ergebnis, dass sich der Bestand im Bottnischen Meerbusen von 4.700 Tieren im Jahr 1988 auf 26.700 im Jahr 2023 erholt hatte. Als wichtigen Einflussfaktor nannten die Autoren den Rückgang der Bejagung sowie eine Senkung der Gifteinleitungen in die Ostsee.

### Ladoga-Ringelrobbe (P. h. ladogensis)
Die Ringelrobben des Ladogasees sind vor allem gefährdet durch Gifteinleitungen und Fischernetze, in denen sie sich immer wieder verfangen. Seit den 1980ern stehen sie unter uneingeschränktem Schutz, doch da die ansässigen Binnenfischer die Robben als Konkurrenten beim Fischfang ansehen, gibt es eine Dunkelziffer illegaler Tötungen. Trotzdem leben inzwischen wieder 5000 Ringelrobben im Ladogasee.

### Saimaa-Ringelrobbe (P. h. saimensis)
Die Ringelrobben des Saimaa-Sees (in Finnland Norppa genannt) wurden 1955 unter Schutz gestellt und dadurch vor der Ausrottung bewahrt; durch Quecksilbereinleitungen und Jagd war diese Unterart auf eine Individuenzahl von 180 reduziert worden. Nach der Einrichtung zweier Nationalparks in den 1980er Jahren und verstärkten Schutzbemühungen wächst die Population derzeit um etwa 2 % pro Jahr. Sie liegt nun bei etwa 400 Tieren und gilt daher nach wie vor als äußerst gefährdet.

### P. h. ochotensis
Die Ringelrobben des Ochotskischen Meeres sind durch die Halbinsel Kamtschatka geographisch von den Eismeer-Ringelrobben isoliert und bilden eine eigenständige Unterart.

## Bedrohung und Schutz

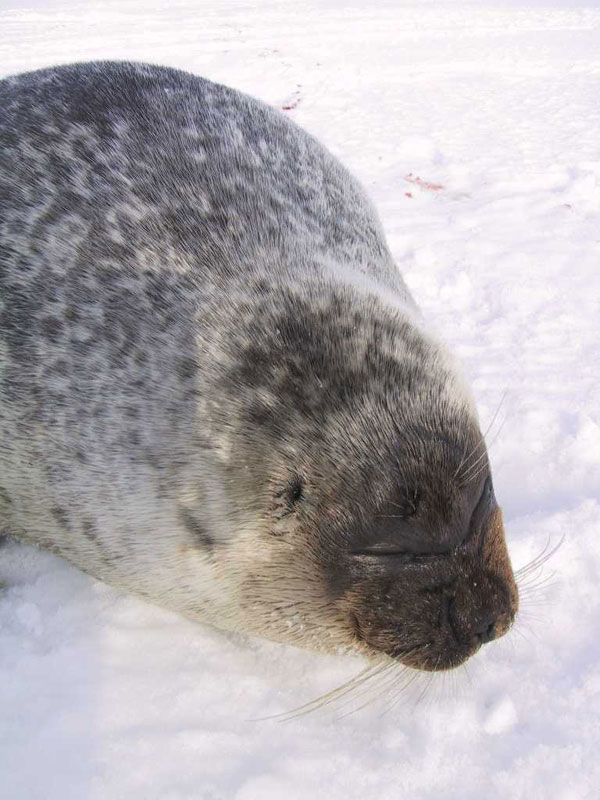
Ringelrobbe

Während die Eismeer-Ringelrobbe in ihrem Bestand aktuell nicht gefährdet ist, steht es um die anderen Unterarten schlechter. Die drohende Erwärmung der Ostsee lässt die Schelfeisdauer in den nächsten Jahrzehnten schrumpfen, inwieweit der Robbenbestand in der Ostsee davon beeinträchtigt werden wird, ist noch unklar.
Im März 2008 warnte der WWF vor einem Massensterben von Robbenbabys in der Ostsee. „Da der Winter 2007/08 der eisärmste seit 300 Jahren an der Ostsee ist, müssen die neugeborenen Ringelrobben früher als gewöhnlich ins Wasser gehen, wo ihnen ohne die schützende Fettschicht der Tod durch Verhungern und Erfrieren droht. Wie viele der 1500 Jungtiere den Winter überleben werden, sei unklar“.
Auch die Saimaa-Ringelrobben sind durch warme Winter gefährdet. Wenn der Schnee zu früh schmilzt, können die Jungen in ihren einstürzenden Schneehöhlen begraben werden, oder sie verlieren ihren Schutz vor Raubtieren, bevor sie Schwimmen und Tauchen gelernt haben.
Die Weltnaturschutzunion IUCN sieht den Weltbestand dieser Art nicht gefährdet („Least Concern“); allerdings soll es bereits aktuellere Beurteilungen geben, nach denen die Ostsee- und Ladoga-Ringelrobbe als gefährdet, die Saimaa-Ringelrobbe als bedroht anzusehen sind.
Die Bundesrepublik Deutschland führt die Art nicht in ihrer nationalen Roten Liste. Einen Eintrag gibt es allerdings auf Länderebene vom Bundesland Hamburg; er stammt aber bereits aus dem Jahre 1985.
In der Berner Konvention wird die Ringelrobbe unter Appendix III als schutzbedürftiges Wildtier, das aber im Ausnahmefall bejagt oder genutzt werden darf, ausgewiesen. Die Ladoga- und Saimaa-Ringelrobben dagegen werden in Appendix II als streng geschützte Wildtiere geführt.
Auf der Ebene der Europäischen Union werden mit der Fauna-Flora-Habitat-Richtlinie Nr. 92/43/EWG Schutzmaßnahmen für einige Unterarten getroffen. Die Saimaa-Ringelrobbe wird in Anhang IV und II gestellt, wodurch sie als streng zu schützende Tierart von gemeinschaftlichem Interesse deklariert wird, für deren Erhaltung Schutzgebiete ausgewiesen werden müssen. Zusätzlich ist diese Schutzmaßnahme als prioritär anzusehen. Die Ostsee-Ringelrobbe steht auch in Anhang II, der ihr Schutzgebiete sichern soll. Allerdings ist sie nicht als prioritäre Art eingestuft.
Die Bundesrepublik Deutschland führt die Ladoga-Ringelrobbe durch Bundesnaturschutzgesetz und Bundesartenschutzverordnung als besonders geschützt und die Saimaa-Ringelrobbe über das Bundesnaturschutzgesetz als streng geschützt.